# Scheda di memoria

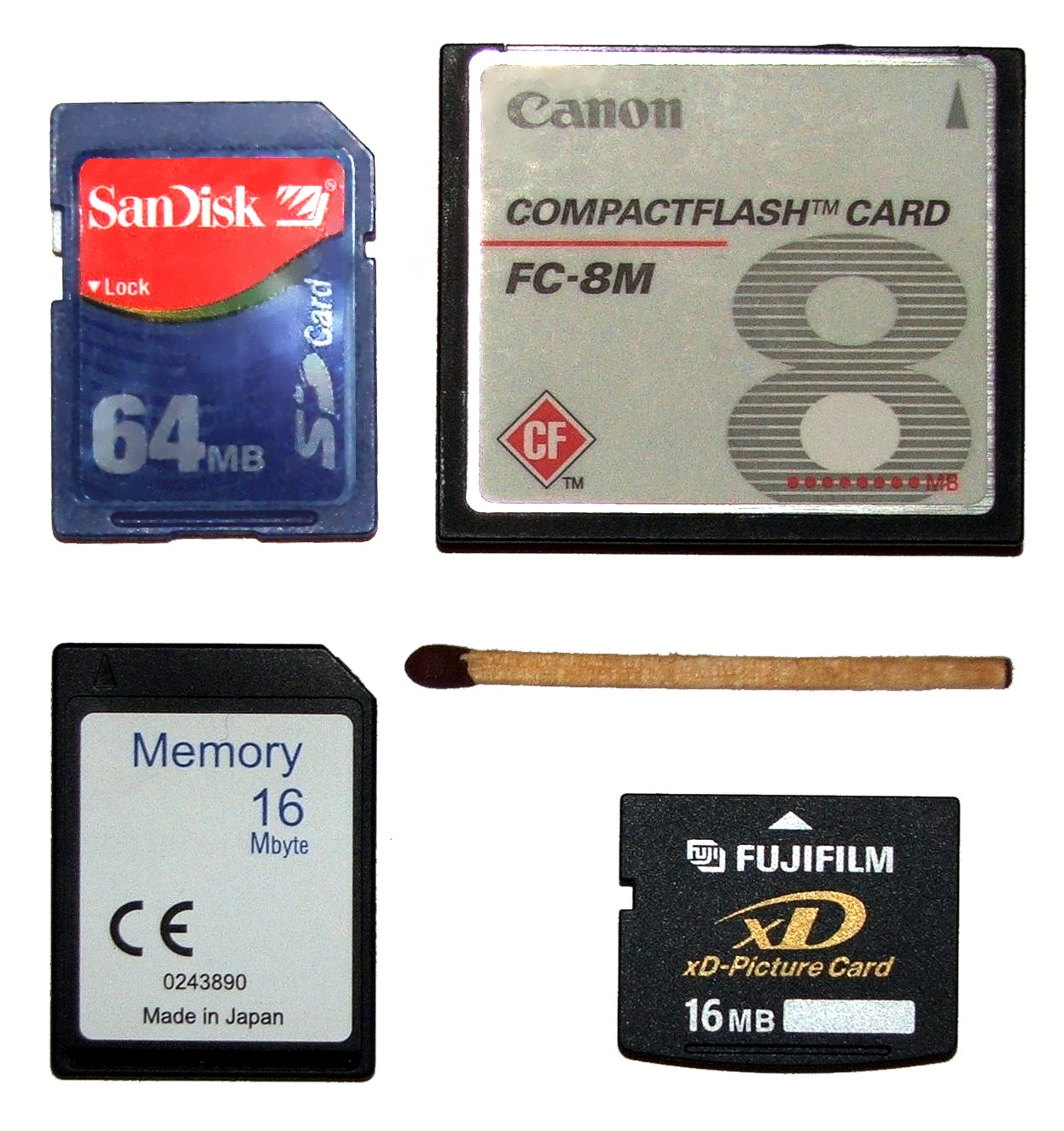
Varie schede di memoria

Una scheda di memoria (in inglese memory card) è un dispositivo elettronico a stato solido (semiconduttori) di ridotte dimensioni usato per memorizzare dati in forma digitale. Sono comunemente usate in dispositivi elettronici portatili come fotocamere e telecamere digitali, smartphone, computer portatili e tablet, lettori multimediali e altri dispositivi.

## Descrizione

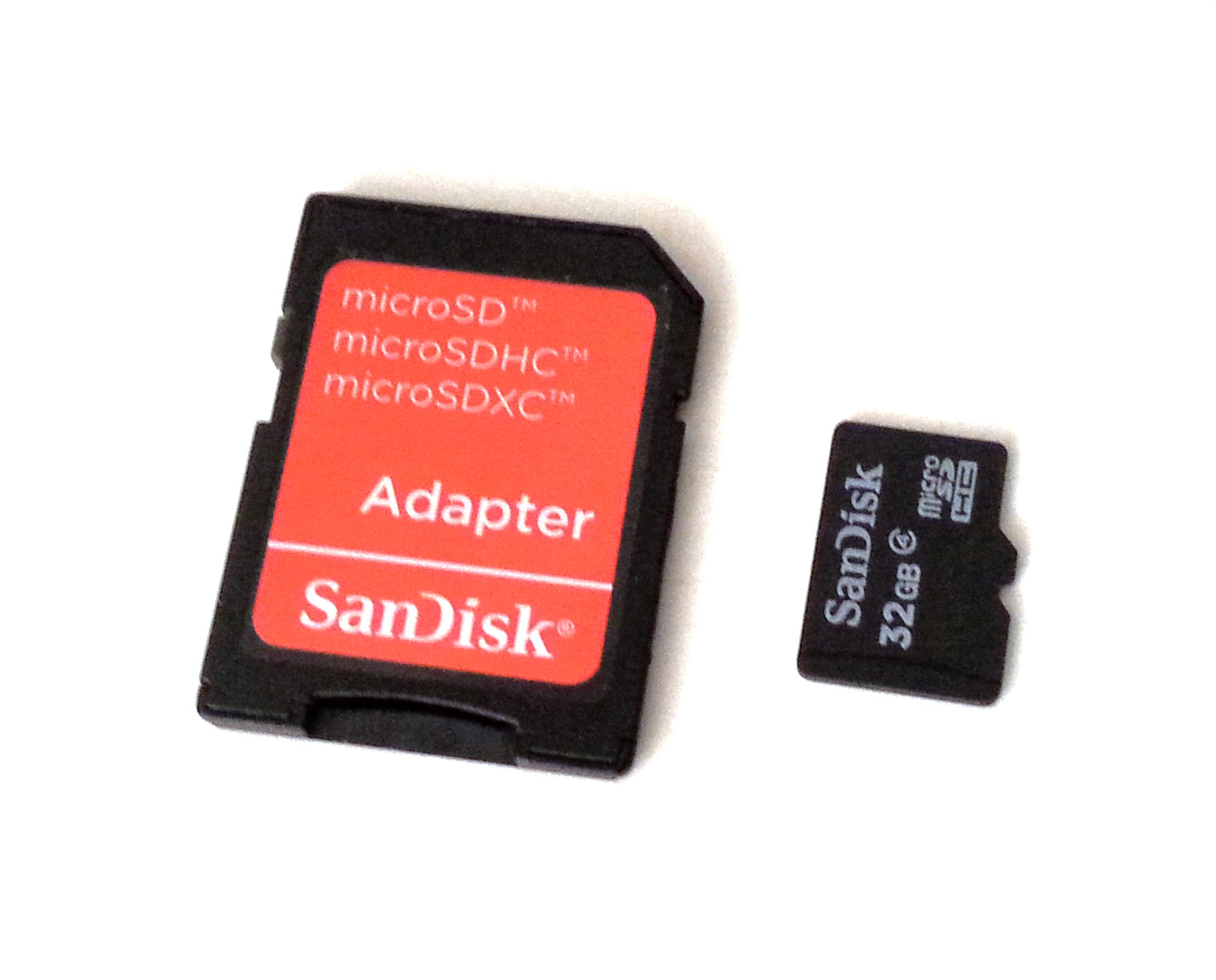
Una scheda di memoria Secure Digital da 32GB con adattatore

Le schede di memoria vengono usate generalmente per memorizzare file di documenti, musica, immagini, filmati o altro su periferiche portatili. I dati memorizzati vengono mantenuti in memoria anche in assenza di alimentazione elettrica, a tale scopo si utilizza al suo interno una memoria flash (memoria non volatile). Ne esistono di vari tipi, alcuni usano "standard proprietari", ovvero funzionano solo sui dispositivi elettronici per i quali sono stati progettati (come ad esempio le memory card per le PlayStation), mentre altri sono compatibili con una grande varietà di dispositivi, rendendo così possibile lo scambio di dati tra di essi.
In ambito informatico le schede di memoria possono considerarsi un'evoluzione dei classici floppy disk utilizzati in passato per conservare dati o trasferirli da un computer all'altro. Rispetto ai floppy le schede di memoria hanno però molti vantaggi: sono meno sensibili ai campi magnetici, decisamente più robuste, rispetto ai floppy disk dispongono di un'enorme capacità di memoria (per esempio anche la più piccola tra le schede di memoria può contenere l'equivalente in dati di migliaia di dischetti), inoltre l'utilizzo delle schede di memoria riduce considerevolmente il costo per megabyte rispetto ai vecchi dispositivi di memoria rimovibili per computer.

### Adattori
Sono disponibili in commercio vari tipi di adattatori per poter utilizzare uno specifico formato di scheda di memoria in un formato diverso di alloggiamento.

### Applicazioni

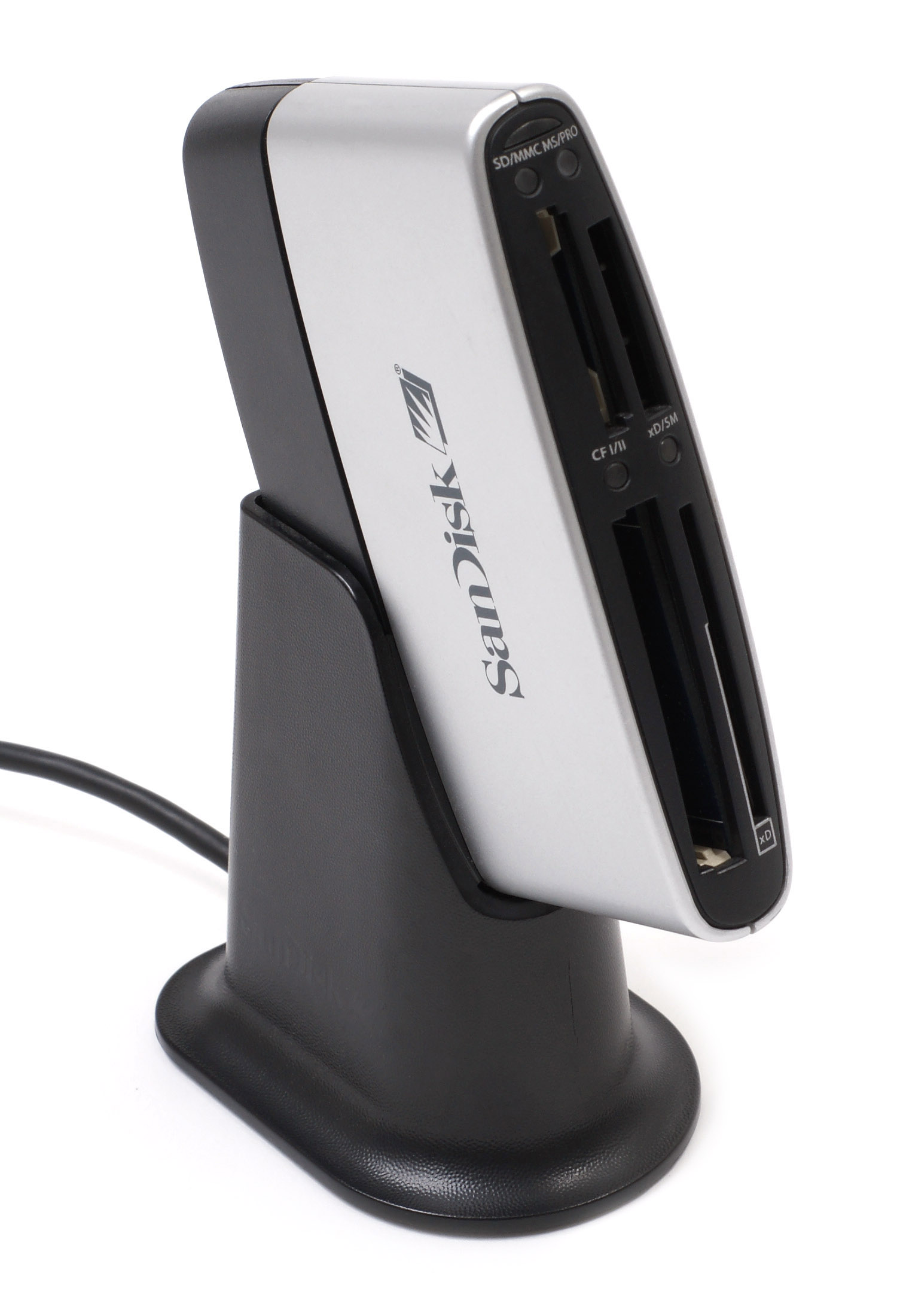
Un lettore di schede di memoria con interfaccia USB

Le schede di memoria possono essere utilizzate per vari scopi su diverse apparecchiature. Per esempio in una fotocamera o in una videocamera viene usata per salvare le foto e i video, su un tablet o un computer portatile la si può usare per archiviare e copiare documenti tra vari dispositivi, in alcune console portatili per videogiochi è possibile usare una scheda di memoria per conservare e riutilizzare i salvataggi delle partite.
Solitamente è possibile caricare e scaricare dati su questi supporti di memorizzazione collegando l'apparecchio in cui sono utilizzate (ad esempio la fotocamera) ad un computer, oppure usando appositi lettori di schede. Molti computer portatili ed alcuni computer fissi moderni sono dotati di lettori multiformato integrato, altrimenti è possibile acquistare dei lettori esterni con interfaccia USB.

## Standard
La veloce diffusione, l'elevato numero di produttori e gli interessi commerciali ad essi legati, hanno fatto sì che non si sia ancora giunti ad uno standard per questi dispositivi di archiviazione portatili. Esistono molti tipi diversi di schede di memoria, differenti per dimensione, forma, interfaccia e capacità. Per quanto riguarda la capacità, alla fine del 2016 esistono in commercio modelli a partire da alcuni gigabyte fino a 512 GB, con le capacità da 8 GB a 32 GB di uso molto comune. Segue un elenco dei vari standard:
| Nome                          | Acronimo | Dimensione           | DRM         | Capacità massima                 |
| ----------------------------- | -------- | -------------------- | ----------- | -------------------------------- |
| PC Card                       | PCMCIA   | 85.6 × 54 × 3,3 mm   | Nessuno     |                                  |
| CompactFlash I                | CF-I     | 43 × 36 × 3,3 mm     | Nessuno     | 32 GB                            |
| CompactFlash II               | CF-II    | 43 × 36 × 5,5 mm     | Nessuno     | 64 GB                            |
| SmartMedia                    | SM / SMC | 45 × 37 × 0,76 mm    | Nessuno     | 128 MB                           |
| Memory Stick                  | MS       | 50,0 × 21,5 × 2,8 mm | MagicGate   | 1 GB                             |
| Memory Stick Duo              | MSD      | 31,0 × 20,0 × 1,6 mm | MagicGate   | 16 GB                            |
| Memory Stick Micro M2         | M2       | 15,0 × 12,5 × 1,2 mm | MagicGate   | 8 GB                             |
| MultiMediaCard                | MMC      | 32 × 24 × 1,5 mm     | Nessuno     | 8 GB                             |
| Reduced Size Multi Media Card | RS-MMC   | 16 × 24 × 1,5 mm     | Nessuno     |                                  |
| MMCmicro Card                 | MMCmicro | 12 × 14 × 1,1 mm     | Nessuno     |                                  |
| Secure Digital                | SD       | 32 × 24 × 2,1 mm     | CPRM        | 2 GB (SD) 32GB (SDHC) 2TB (SDXC) |
| miniSD                        | miniSD   | 21,5 × 20 × 1,4 mm   | CPRM        | 32 GB                            |
| microSD                       | microSD  | 11 × 15 × 1 mm       | CPRM        | 2 TB                             |
| xD-Picture Card               | xD       | 20 × 25 × 1,7 mm     | Nessuno     | 8 GB                             |
| Intelligent Stick             | iStick   | 24 × 18 × 2,8 mm     | Nessuno     |                                  |
| µ card                        | µcard    | 32 × 24 × 1 mm       | Sconosciuto |                                  |

### CompactFlash
Questo tipo di supporto venne realizzato nel 1994 dalla SanDisk. La scheda si basa sullo standard PCMCIA (Personal Computer Memory Card International Association) e può essere utilizzata attraverso un adattatore meccanico negli slot di PC Card presenti su alcuni computer portatili. Questi supporti hanno una dimensione di 43 × 36 mm e sono state prodotte secondo due fattori di forma: tipo I con spessore di 3,3 mm e tipo II con spessore di 5 mm. Hanno un peso che varia tra gli 8 ed i 12 grammi. Le capacità iniziali non superavano i 200 MB per le tipo I e i 300 MB per le II, ma si possono raggiungere i 16 GB. Utilizzano una connessione a 50 pin ad inserimento meccanico. Nel corso degli anni a queste due tipologie se ne è aggiunta una terza chiamata Ultra Compact Flash (Ultra II e Ultra III con capacità fino a 16 GB), che ha un transfer-rate doppio rispetto alle tradizionali card (10 MB/s per le Ultra II e 20 MB/s per le Ultra III). Quest'ultimo supporto venne creato principalmente per la registrazione di sequenze fotografiche ad alta risoluzione, ed ha rappresentato un ottimo compromesso fino all'entrata in campo di formati più innovativi. Inoltre, per aumentarne la diffusione sono stati introdotti una serie di lettori/adattatori che permettono l'utilizzo su porta USB o direttamente attraverso un lettore di dischetti.

### SmartMedia

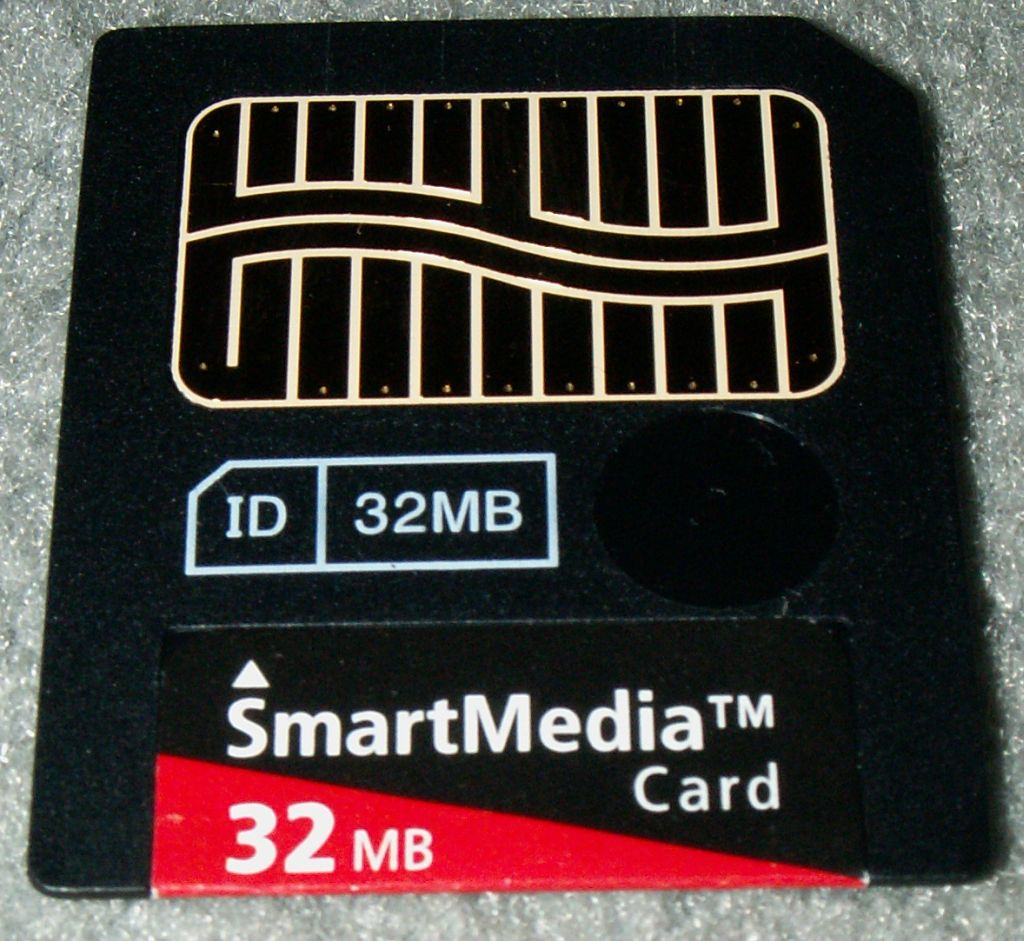
Una SmartMedia da 32 Mb

Supporto inizialmente chiamato SSFDC (solid-state floppy disk card), sviluppato da Toshiba. Come dimensioni è simile alle CompactFlash (45 × 37 mm), ma risulta essere molto più sottile raggiungendo lo spessore di circa 1 mm (0,76 mm per la precisione). Sono anche più leggere visto che il loro peso arriva a circa 2 grammi. Utilizzano una connessione a 22 pin ad inserimento meccanico. A differenza delle Compact Flash non contengono un controller integrato; infatti alcuni dispositivi non sono in grado di gestire SmartMedia con capacità superiori ai 16 o 32 MB, anche se il limite architetturale effettivo di queste card è di 128 MB. La mancanza del controller permetteva costi di produzione contenuti.

### MultiMediaCard e TwinMOS-MMC
L'arrivo di questo tipo di scheda di memoria rappresentò una vera svolta. Nacque nel 1997 da una collaborazione tra SanDisk e Samsung, le quali puntarono ad un supporto poco ingombrante e sottile. In effetti il risultato è di tutto rispetto visto che le dimensioni sono simili a quelle di un francobollo (24 × 32 mm) per uno spessore di soli 1,4 mm. Pesano meno di 2 grammi. La velocità di lettura e scrittura è doppia rispetto alle CF e già nel 2002 offrivano capacità fino a 128 MB. Un'altra novità è il tipo di collegamento che non è più a pin ma è costituito da contatti meccanici (7 linee) decisamente più versatili e meno inclini a danneggiarsi. Infine presentano la possibilità di cifrare il contenuto informativo, cosa che risulta particolarmente interessante tant'è che nacque un'associazione chiamata MMCA (MultiMedia Card Association) di cui fanno parte importanti produttori come HP, Siemens, Palm per promuovere l'utilizzo di questo supporto nella distribuzione di materiale protetto da copyright. In genere raggiungono una velocità di trasferimento di circa 2,5 MB/s.

### Memory Stick
Rappresentano una soluzione completamente proprietaria nata in casa Sony. Anche questo tipo di memoria utilizza, come per i precedenti dispositivi di tipo flash, un contenitore fatto di materiale plastico particolarmente resistente agli urti. La novità rispetto agli altri supporti è che presentano un selettore per evitare la cancellazione accidentale del dispositivo. Hanno dimensioni di 21,5 × 50 mm con spessore di poco inferiore ai 3 mm. Pesano circa 4 grammi e utilizzano una contattiera a 10 linee. Hanno subito un'evoluzione prettamente dimensionale che ha portato alla nascita di un nuovo supporto chiamato MemoryStick Duo. Le dimensioni si riducono raggiungendo i 20 × 32 mm con uno spessore di 1,6 mm. Funzionalmente però rimangono praticamente identiche al formato precedente. Teoricamente secondo il progetto di Sony potrebbero raggiungere capacità di 32 GB. La velocità di trasferimento va da 15 MB/s a 30 MB/s (sustained, MS HG). 
Dal 2010 il formato Memory Stick con le sue varianti PRO, Duo e M2 è definitivamente tramontato, le apparecchiature Sony attualmente in commercio montano uno slot "ibrido" che consente l'uso anche di schede SD (o microSD). Nei negozi si trovano ormai pochissimi esemplari di Memory Stick.

### SD

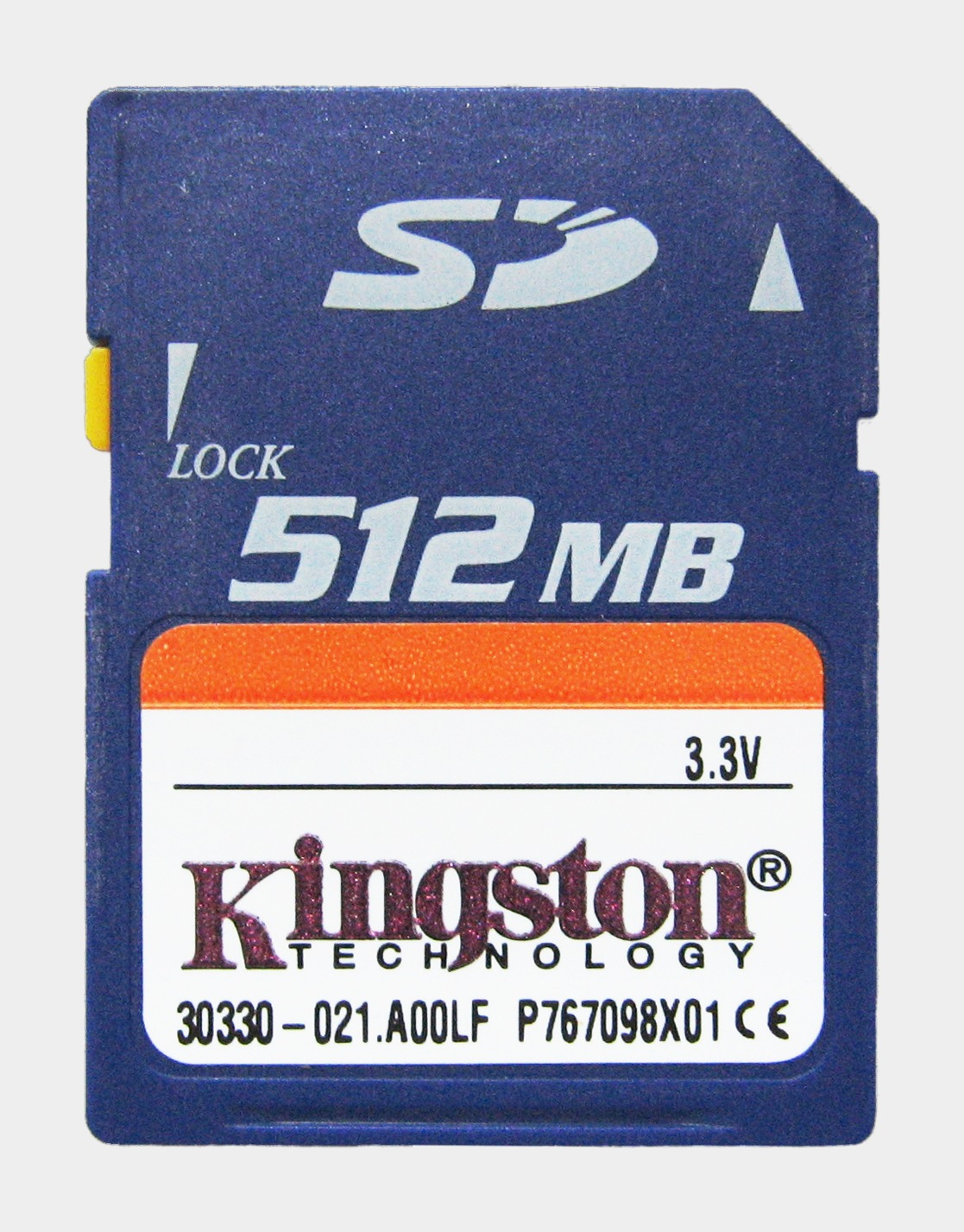
Una Secure Digital da 512 MB

Questa tecnologia nasce nel 1999 e viene sviluppata in un progetto congiunto da Panasonic Corporation, Toshiba e SanDisk. Fondamentalmente concentra le migliori caratteristiche di tutti gli altri supporti. Le schede hanno una velocità di trasferimento molto elevata e un consumo energetico ridotto (in sleep = 250 µA, Lettura / Scrittura = 80 mA). Sono di dimensioni molto contenute (32 × 24 mm per 2,1 mm di spessore), hanno un collegamento a contatti metallici (9 linee) e pesano circa 2 grammi. Offrono capacità di memorizzazione elevate (nel 2016 sono disponibili tagli da 512 GB) e funzionalità di cifratura del contenuto, con una velocità di trasferimento che può raggiungere oltre i 22,5 Mb/s. Presentano anche un selettore per renderle a sola lettura (read-only) al fine di evitare la cancellazione accidentale dei dati. Nel 2003 è stata introdotta sul mercato una scheda con un fattore di forma ridotto chiamato MiniSD, messa a punto per venire incontro alle esigenze del mercato della telefonia cellulare. Queste schede hanno dimensioni pari a 21,5 × 20 mm per uno spessore di 1,4 mm ed un peso di 1 grammo. Permettono di raggiungere ottimi livelli di risparmio energetico arrivando a consumare appena 150 µA in sleep mode, 40 mA in lettura e 50 mA in scrittura. Raggiungono velocità di trasferimento intorno ai 10 Mb/s.

### MicroSD
La MicroSD (precedentemente TransFlash) è una memoria flash dalle dimensioni molto ridotte (15 × 11 × 1 mm), nel luglio 2005 le TransFlash sono state adottate ufficialmente dalla SDA (SD Card Association) diventando le microSD. Basata sullo standard delle miniSD, per le sue ridotte dimensioni questo tipo di scheda viene utilizzata da molti smartphone, tablet e console di gioco portatili. Al 2017 esiste con capienza fino a 2 TB.

### xD-Picture Card

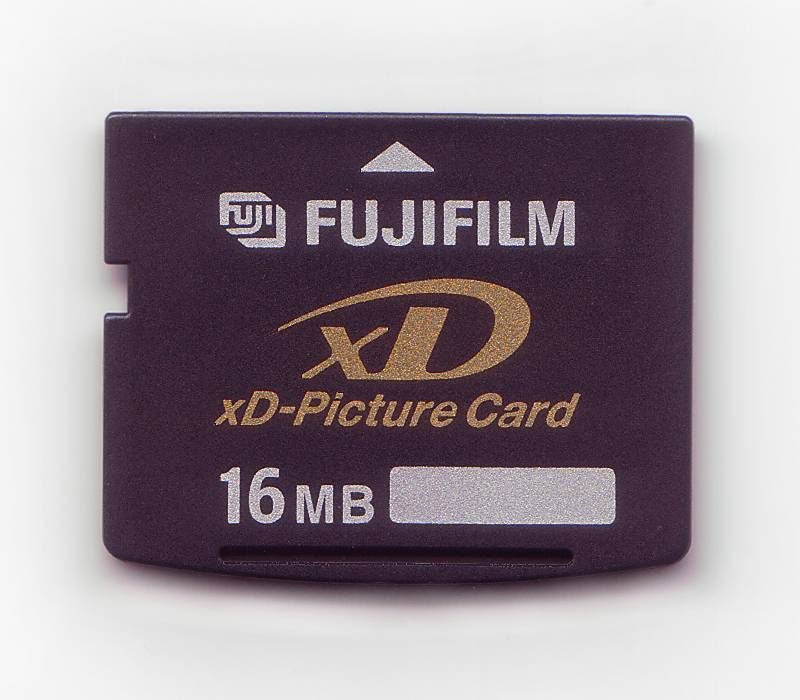
Una xD-Picture Card da 16 MB

Le xD-Picture Card hanno un peso di soli 2 grammi e dimensioni di 20 × 25 × 1,7 mm. La xD Picture Card è stata sviluppata da Olympus e prodotta da Toshiba per rimpiazzare l'oramai datato formato delle SmartMedia. Il formato xD è stato creato pensando alla futura generazione di macchine fotografiche, che hanno sempre più bisogno di maggiori capacità di trasferimento dati e capacità di memorizzazione, tutto in formati sempre più piccoli. Agli inizi le xD-picture Card avevano dimensioni da 16 MB a 2 GB e una velocità di trasferimento di 5 MB/s. Dal 2010 questo tipo di scheda di memoria non viene più utilizzato in alcuna macchina fotografica in produzione.